# コンスタンチン・ゲイ
コンスタンチン・ヴェニアミノヴィチ・ゲイ（ロシア語: Константин Вениаминович Гей、1896年11月23日 - 1939年2月25日）は、ロシアの革命家・ソビエト連邦の政治家。

## 生涯
1896年11月23日、ロシア帝国サンクトペテルブルク県サンクトペテルブルクでロシア人（エストニア人とも）の官吏の家庭に生まれた。プスコフ中等学校を卒業して1914年から1917年までハリコフ大学医学部に学び、1916年からボリシェヴィキ党員となっている。二月革命後の5月から8月までプスコフ・ソビエト労働部書記、8月から党プスコフ委員会書記を務め、同月には野蛮師団のラーヴル・コルニーロフ軍と戦うためにドンに赴き、10月26日にはプスコフ軍事革命委の一員として、現地におけるボリシェヴィキ権力の樹立に役割を果たした。
10月27日から11月2日にかけてはプスコフ駅でアレクサンドル・ケレンスキー＝ピョートル・クラスノフ軍と戦い、12月から翌1918年2月まで『プスコフスキー・ナバト』(ru) 紙編集者を務め、2月から3月にはドイツ軍に備えるためペトログラードで赤軍を組織した。4月29日から翌1919年までプスコフ県ソビエト執行委議長、1919年6月18日から1922年5月9日まで党プスコフ県委議長および責任書記を務めた。同時期には東部戦線 (ru) およびペトログラード戦線の一員としてプスコフで戦い、1922年にはボリシェヴィキ北西局組織部部長、同年から翌1923年11月まで党エカテリンブルク県 (ru) 委責任書記、翌12月から1924年までエカテリンブルク管区 (ru) 委責任書記、同年から翌1925年7月まで党ウラル州委組織・配分部部長を務めた。同月27日から翌1926年3月25日まで党中央委組織・配分部部長となり、同月までプロフィンテルン執行局組織部部長でもあった。同月から1930年1月までは党ウラル州委書記を務めた。
1930年1月8日から1932年1月23日まで白ロシア共産党中央委第一書記および中央委局メンバーを務め、1932年1月から1934年2月まで連邦党モスクワ市委書記を務め、同月から1938年4月までソビエト連邦人民委員会議附属のソビエト統制委 (ru) メンバーとして中央アジアやゴーリキー州で活動。1932年から1934年までは連邦中央執行委メンバーでもあった。
1924年5月31日から1934年1月26日まで党中央委メンバー候補を務め、連邦保健人民委員部 (ru) 医療器具産業局副局長にもなり、党大会にも第8回 (ru)、第9回、第11回 (ru) と第13回から第15回まで出席した。しかし、1938年10月2日に逮捕され、反革命への参加とスパイ活動を理由に連邦最高裁軍事参議会によって翌1939年2月25日に死刑を宣告され、同日処刑された。その後、新ドン墓地に葬られていたが、1956年6月に名誉回復がなされた。
ゲイの名はプスコフの路地に残されている。